# Кіяруд
Кіяруд (перс. كيارود) — село в Ірані, у дегестані Тутакі, у Центральному бахші, шагрестані Сіяхкаль остану Ґілян. За даними перепису 2006 року, його населення становило 139 осіб, що проживали у складі 39 сімей.

## Клімат
Середня річна температура становить 14,47 °C, середня максимальна – 28,48 °C, а середня мінімальна – 0,41 °C. Середня річна кількість опадів – 1025 мм.
| Клімат поселення                              | Клімат поселення | Клімат поселення | Клімат поселення | Клімат поселення | Клімат поселення | Клімат поселення | Клімат поселення | Клімат поселення | Клімат поселення | Клімат поселення | Клімат поселення | Клімат поселення | Клімат поселення |
| Показник                                      | Січ.             | Лют.             | Бер.             | Квіт.            | Трав.            | Черв.            | Лип.             | Серп.            | Вер.             | Жовт.            | Лист.            | Груд.            |                  |
| Середній максимум, °C                         | 12,02            | 11,66            | 12,80            | 17,56            | 21,36            | 26,82            | 28,48            | 28,34            | 23,86            | 20,88            | 16,94            | 12,52            |                  |
| Середня температура, °C                       | 6,40             | 6,04             | 7,16             | 11,94            | 15,74            | 21,20            | 24,19            | 24,02            | 19,54            | 16,58            | 12,62            | 8,21             |                  |
| Середній мінімум, °C                          | 0,78             | 0,41             | 1,54             | 6,32             | 10,12            | 15,58            | 19,87            | 19,70            | 15,24            | 12,26            | 8,31             | 3,90             |                  |
| Норма опадів, мм                              | 96               | 82               | 85               | 52               | 46               | 30               | 30               | 51               | 109              | 172              | 146              | 126              |                  |
| Середньомісячна швидкість вітру, м/с          | 2.29             | 2.46             | 2.50             | 2.42             | 2.28             | 2.28             | 2.55             | 2.20             | 1.99             | 2.09             | 2.00             | 2.09             |                  |
| Середньомісячна сонячна радіація, кДж/м²·день | 7181             | 9234             | 11223            | 15599            | 19598            | 21549            | 22154            | 18829            | 15415            | 10897            | 8732             | 6779             |                  |
| --------------------------------------------- | ---------------- | ---------------- | ---------------- | ---------------- | ---------------- | ---------------- | ---------------- | ---------------- | ---------------- | ---------------- | ---------------- | ---------------- | ---------------- |
| Джерело:                                      |                  |                  |                  |                  |                  |                  |                  |                  |                  |                  |                  |                  |                  |